# Surface de Seifert

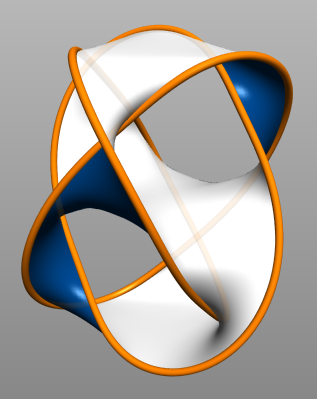
Une surface de Seifert associée à un entrelacs. Ce dernier, en traits orangés épais, est formé par trois cercles : ce sont les anneaux borroméens. La surface possède deux faces, en blanc et bleu sur l'image.

En mathématiques, la surface de Seifert est un concept issu de la théorie des nœuds associée à un nœud ou plus généralement à un entrelacs. Il s'agit d'une surface ayant l'entrelacs pour bord
et vérifiant un certain nombre de propriétés additionnelles garantissant sa simplicité (surface connexe, compacte et à l'orientation compatible avec celle de l'entrelacs). Il est toujours possible de construire une telle surface, par exemple au moyen d'un algorithme proposé par Herbert Seifert,. 
À un nœud ou un entrelacs donné peuvent être associées plusieurs surfaces de Seifert non équivalentes, mais ces surfaces constituent néanmoins un outil puissant d'analyse, permettant par exemple d'introduire certains invariants comme le genre d'un nœud et d'établir leurs propriétés.

## Définition et exemples simples
Une surface de Seifert adaptée à un entrelacs orienté est une surface connexe, compacte et orientée ayant l'entrelacs pour bord orienté.
La surface doit être connexe, c'est-à-dire d'un seul tenant, alors même que son bord peut être lui même connexe (un nœud) ou au contraire réunion disjointe de nœuds. Elle doit être compacte, c'est-à-dire, en termes imagés, bornée et non percée. Elle doit également être orientable, ce qui exclut par exemple le ruban de Möbius. Elle possède donc deux faces et une orientation compatible avec celle du bord.
Réciproquement, toute surface compacte, connexe, orientée à bord non vide fournit un exemple d'entrelacs et de surface de Seifert associée.
Dans certains cas on peut avoir une appréhension visuelle directe d'une surface de Seifert à partir d'un diagramme : en hachurant à la manière d'un échiquier la moitié des différentes zones du plan délimitées par le diagramme, on peut ajouter mentalement de l'épaisseur à la figure en remplaçant les croisements par des bandes ayant subi une torsion d'un demi-tour. Si le résultat est une surface orientable il s'agit effectivement d'une surface de Seifert. Cette démarche ne fonctionne que sur certains diagrammes.

## Application: genre d'un nœud
Les surfaces orientables compactes à bord peuvent être classifiées par deux quantités entières : le nombre b de composantes du bord et le genre g. Lorsqu'une surface de Seifert borde un nœud, c'est-à-dire dans le cas b=1, on peut la décrire topologiquement comme un disque auquel ont été rajoutées g anses. 
Il existe différentes surfaces de Seifert pour un même nœud, et il apparaît facilement que le nombre d'anses peut être augmenté arbitrairement (par l'opération dite de somme connexe). En sens inverse, l'entortillement relatif entre les anses et le bord fait que certaines anses ne peuvent être supprimées. La valeur minimum du genre pour les différentes surfaces de Seifert est un invariant intéressant, appelé le genre du nœud. 
On peut formuler la chose en sens inverse, en partant de la surface : le genre du nœud est le nombre minimal d'anses qu'il est nécessaire d'ajouter à une sphère afin de pouvoir dessiner le nœud sur elle. Ainsi le nœud de trèfle ne peut être tracé sur une sphère, mais au moins sur un tore. Il est de genre 1.
Le genre a notamment une propriété d'additivité vis-à-vis de la composition des nœuds.

## Biographie
- (en) Colin Adams, The Knot Book: An elementary introduction to the mathematical theory of knots., American Mathematical Society, 2004 (ISBN 0-8218-3678-1), ouvrage très accessible au profane
- (en) W. B. Raymond Lickorish, An Introduction to Knot Theory, Springer, coll. « Graduate Texts in Mathematics 175 », 1997 (ISBN 0-387-98254-X), plus technique